# Aegista diversifamilia
Aegista diversifamilia là loài ốc cạn thuộc họ ốc Bradybaenidae. Chúng là loài mới được phát hiện và là loài đặc hữu của Đài Loan.

## Đặc điểm
Aegista diversifamilia là loài ốc cỡ trung bình, chiều cao từ đáy đển đỉnh vỏ là 0,97 - 1,68 cm và chiều rộng 1,98 - 3,24 cm. Vỏ chúng bóng, mỏng nhưng chắc chắn với màu nâu hạt dẻ hoặc màu vàng nâu cùng những đường xoắn khá hẹp. Trứng có màu trắng và tròn, kích cỡ khoảng 3mm, mỗi lần đẻ từ 20 - 30 trứng.
Loài Aegista diversifamilia bị nhầm lẫn với loài Aegista subchinensis, một loài ốc sên phân bố rộng rãi ở Đài Loan. Dựa trên phân tích hình thái học và cấu trúc phân tử, Aegista diversifamilia, trong thực tế là một loài mới.
Loài ốc này được ghi nhận là có quan hệ đồng tính với nhau. Aegista diversifamilia là một loài động vật lưỡng tính, chúng có cả cơ quan sinh dục nam và nữ. Có ý kiến cho rằng chúng đại diện cho "sự đa dạng của giới tính trong giới động vật".